# Играј лопту (рагби 13)
У рагбију 13, кад се изврши обарање играча, он треба да устане окренут лицем ка противнику, да спусти лопту лагано на земљу и лагано је ногом закотрља уназад, док други његов саиграч стоји иза њега чекајући ту лопту. За то време одбрана се повлачи 10 метара, с тим да 2 играча стају у маркере (испред обореног играча). Ово се зове "Играј лопту", на енглеском језику "Play the ball". Ово је једна од главних разлика у односу на рагби 15 игру, где се када је нападач оборен, прави рак.

У рагбију 13 нападача који носи лопту сме да обара неограничен број играча. Најчешће се обарање изводи два на један, ређе се дешава три на један или један на један. Два играча која су обарала, обично су они који касније као маркери остају у оном пољу од 10 метара између линије одбране и места на ком се изводи play-the-ball. У случају да трећи играч учествује у обарању, он се мора вратити 10 метара од места обарања. Због тога што одбрана треба да буде прилично далеко од места обарања, обично се они који не учествују у обарању повлаче и пре него што играч буде оборен.
Дозвољено је обарати играче свуда испод врата, најчешће један играч обара ниско , а други високо и при томе задрже мало на земљи играча кога оборе (највише три секунде) , да би се одбрана поставила на прописно растојање. У случају да га задрже дуже него што се толерише свира се казна и екипа која је до тада имала лопту почиње нови сет од 6 напада. У случају да је обарање један на један дозвољено је да играч одбране покуша да узме лопту од играча у нападу, али кад је обарање више на један то није дозвољено и суди се казна.